# Seventeam
Seventeam Electronics Co. Ltd. — тайваньский производитель блоков питания для персональных и промышленных компьютеров. Некоторые блоки питания производства Seventeam продаются компаниями Cooler Master и Silverstone под собственными названиями.